# Puuluup
I Puuluup sono un duo musicale estone formatosi nel 2014. 
Hanno rappresentato l'Estonia all'Eurovision Song Contest 2024 assieme ai 5miinust con il brano (Nendest) narkootikumidest ei tea me (küll) midagi. 

## Storia del gruppo
Nel 2021 e nel 2022 si sono esibiti all'Eurosonic Noorderslag, un festival olandese che si svolge annualmente a Groninga e in cui si tengono concerti di artisti provenienti da tutta Europa.
Nel novembre 2023, sono stati annunciati insieme ai 5miinust tra i semifinalisti dell'Eesti Laul 2024, la selezione estone per l'Eurovision Song Contest 2024, con il brano (Nendest) narkootikumidest ei tea me (küll) midagi; l'inedito è contenuto nell'album in studio collaborativo Kannatused ehk külakiigel pole stopperit (2024), premiato con tre Eesti Muusikaauhinnad. Si sono qualificati per la finale del 17 febbraio, in cui sono stati proclamati vincitori, ottenendo così il diritto di rappresentare l'Estonia all'Eurovision Song Contest. I due gruppi, nella gara di maggio, passano al 6º posto la seconda semifinale. Nella serata finale, Puuluup e 5miinust terminano la competizione al 20º posto, collezionando 37 punti.

## Formazione
- Ramo Teder – voce, talharpa
- Marko Veisson – voce, talharpa

## Discografia

### Album in studio
- 2018 – Süüta mu lumi
- 2021 – Viimane suusataja
- 2024 – Kannatused ehk külakiigel pole stopperit (con i 5miinust)

### Singoli
- 2018 – Martafana
- 2019 – Kasekesed
- 2020 – Käpapuu
- 2020 – Mama Can Do
- 2021 – Liigutage vastu
- 2021 – Paala Järve Vaala Baar
- 2023 – (Nendest) narkootikumidest ei tea me (küll) midagi (con i 5miinust)
- 2024 – Isegi kakelda pole kellegagi (con i 5miinust)

## Tournée
- 2024 – Eurotuur (con i 5miinust)